# CS-R
株式会社CS-R（シーエスアール　英：CS-R.Co.,Ltd.）は 東京都港区に本社を置く、CS-Cの完全子会社である。

## 概要
CS-Rは、2024年に飲食店の経営を行うことを主な目的に、CS-Cの完全子会社として設立された日本の企業。

## 沿革
- 2024年
  - 8月 - 株式会社CS-Cの完全子会社として東京都港区に設立[1]
  - 11月 - 新橋に直営のラーメン店「拉麺 江戸壱」をオープン
- 2025年
  - 4月 - 代表取締役社長に戸所岳大（CS-C取締役）が就任
  - 4月 - 株式会社プレディアを株式取得により子会社化
  - 7月 - 川崎に「すず鬼」プロデュースのラーメン店「すず鬼直伝 スタミナらーめん かわさ鬼」をオープン

## 事業内容
- 飲食店運営事業など[2]

## 事業所
- 東京本社 - 東京都港区芝浦4-13-23 MS芝浦ビル12階[2]

## 運営店舗
- 拉麺 江戸壱 - 東京都港区新橋2-11-2
- すず鬼直伝 スタミナらーめん かわさ鬼 - 神奈川県川崎市川崎区小川町1-7
- 麺うらた - 東京都目黒区自由が丘1-12-5
- ほっかい尾山台 - 東京都世田谷区尾山台3-22-7
- 西海 - 東京都豊島区目白3-4-13
- 塩そば 一榮 - 東京都目黒区自由が丘1-31-9
- 汐屋 だい稀 - 東京都目黒区中根1-3-4
- 熊源 - 東京都新宿区市谷田町1-1-1
- みそ熊 - 東京都目黒区自由が丘1-14-15

## 役員構成

### 取締役
- 代表取締役社長 - 戸所岳大[2]
- 取締役 - 椙原健
- 取締役 - 庄子素史

## グループ会社
- 株式会社CS-C（証券コード：9258）[2]

## 子会社
- 株式会社プレディア[2]